# Claude Kouamen Mbianga
Claude Kouamen Mbianga (ur. 6 grudnia 1981) – kameruński zapaśnik walczący w stylu wolnym. Brązowy medalista mistrzostw Afryki w 2012, 2013, 2018 i szósty w 2014. Piąty w igrzyskach Wspólnoty Narodów w 2018 roku.
Zawodnik École Normale Supérieure w Paryżu.